# 暁征丸
|          |                                                                                          |
| 船歴     |                                                                                          |
| 建造所   | 香港                                                                                     |
| 起工     | 1937年                                                                                   |
| 進水     |                                                                                          |
| 竣工     |                                                                                          |
| その後   |                                                                                          |
| 主要目   |                                                                                          |
| 総トン数 | 750トン                                                                                  |
| 純トン数 |                                                                                          |
| 排水量   |                                                                                          |
| 長さ     |                                                                                          |
| 幅       |                                                                                          |
| 深さ     |                                                                                          |
| 機関     |                                                                                          |
| 出力     |                                                                                          |
| 速力     | 12ノット                                                                                 |
| 乗員     |                                                                                          |
| 兵装     | 高射砲2門 野砲2門 機関銃1門 爆雷16発 す号機一式 ら号機一式                               |
| 同型船   |                                                                                          |
| 備考     | 400トンまたは900トンとする資料もあるが、総トン数・純トン数・排水量その他のいずれか不明。 |

暁征丸（ぎょうせいまる）は、日本陸軍が太平洋戦争中に運用した砲艦。香港で鹵獲した中華民国の未成砲艦を整備して船団護衛に使用した。

## 船歴
本船は、蔣介石政権の中華民国の砲艦として、イギリス統治下の香港の九龍ドックで起工された。しかし、建造中に太平洋戦争が勃発し、開戦直後の1941年（昭和16年）12月に起きた香港の戦いにおいて日本陸軍によって鹵獲された。日本陸軍は本船を陸軍船舶兵（暁部隊）用の砲艦として使用することを計画し、大阪鉄工所の派遣要員により建造を続行、高射砲や野砲などの火砲のほか、爆雷や「す号」「ら号」と称するソナーなどの対潜水艦兵装を搭載して竣工させた。船名は「暁征丸」と命名された。船名に「暁」の頭文字が付くのは船舶司令部が直接管理した鹵獲船舶に共通する命名法である。船種は「警備艇」と呼称されている。
1942年（昭和17年）11月に、同じく香港で鹵獲された「暁南丸」（東亜海運で運航）の船員を徴用して「暁征丸」の乗員へ充当することになった。
1944年（昭和19年）4月上旬、日本陸軍は日本海軍とは別に陸軍独自の護送船団を運航するため、船舶砲兵第2連隊に自衛船隊を新設。「暁征丸」はそのうちの第1護衛船隊へ配備された。第1護衛船隊は本船のほか「錦州丸」（370トン）、「第三警南丸」（50トン）および強力曳船「円島丸」（300トン）・「准河丸」（300トン）で構成された。自衛船隊の兵装を操作する船砲隊員は船舶砲兵第2連隊の第17-19中隊（野砲中隊）と爆雷中隊の人員を主力とし、「暁征丸」の船砲隊長には前田中尉が着任した。
本船は同年5月下旬にシンガポールからマニラまで最初の護衛航海を実施した。ついで同年6月頃に、マニラから高雄港へ貨物船「大倫丸」（大阪商船：6862総トン）を護衛したが、バシー海峡で時化とエンジン故障のため落伍し、後れて目的地へ着いた。同年8月中旬までマニラを拠点にルソン島沿岸での護衛を担当し、8月下旬からはボルネオ島へ移動して同島アピ＝サンダカン間航路を3往復した。1944年後半にアメリカ軍のフィリピン反攻が迫るとさらに南へ撤退、その後はジャワ島・スマトラ島方面での護衛任務に従事した。例えば1945年（昭和20年）3月24日から4月11日にかけてシンガポール発・パダン経由・ジャカルタ行きの船団を「第3警南丸」と護衛した。同年6月下旬にはスマトラ島東南端バリンビン沖で浮上襲撃してきた敵潜水艦と交戦し、護衛中の800トン級の輸送船を撃沈されてしまった。第1護衛船隊所属船のうち「錦州丸」（南満州鉄道：238総トン）は1944年8月7日にアメリカ潜水艦「セイルフィッシュ」によって撃沈されたが、本船は終戦まで沈没を免れた。
1945年の日本の降伏後、本船は連合国軍の指示でジャカルタからレンバンへの日本兵輸送を担当。その後、オランダ軍によって鹵獲された。「ルイメス」（Hr.Ms. Luymes、音写表記は暫定）と船名を改め観測船（Opnemingsvaartuig）として使用された。